# Iglesia de madera de Garmo

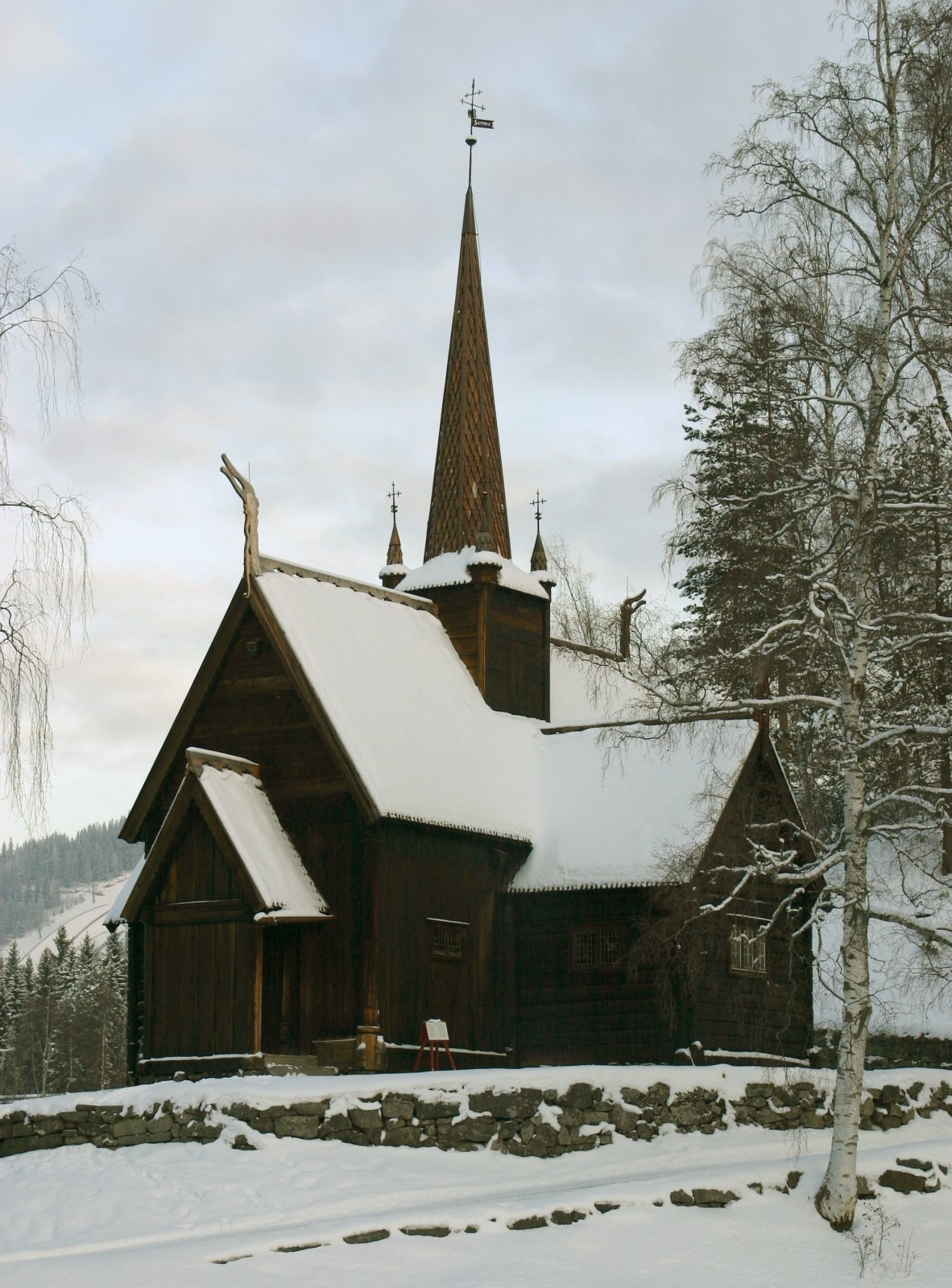
La iglesia de madera de Garmo en invierno.

La iglesia de madera de Garmo es una stavkirke noruega de ca. 1200 construida en el municipio de Lom, Oppland. Tras ser demolida, su material fue trasladado a Lillehammer y se halla desde 1921 en el museo Maihaugen de esa ciudad.

## Características
Conserva buena parte de la madera original, pero su planta de cruz griega es una característica totalmente ajena a las stavkirke medievales. Consiste de nave con vestíbulo occidental, un coro de menor anchura y un transepto; este último es una intrusión de 1730 y aunque de madera, fue construido en una técnica diferente. El coro no tiene ábside, en vez de ello hay una sacristía anexa al costado oriente.
Además de la planta, su techo en dos aguas, la torre del crucero con su agudo chapitel y sus pináculos, y la decoración de dragones en el caballete del techo recuerdan a la iglesia de madera de Lom, aunque en una versión de menor tamaño.

## Historia
El primer edificio fue tal vez una iglesia con postes enterrados en el suelo. Ese primer templo sobrevivió hasta ca. 1200, cuando a causa de los daños del clima fue sustituido por la iglesia actual. Se ha asociado la construcción de la primera iglesia con la iniciativa de un jefe vikingo después de la peregrinación que realizó el rey Olaf II el Santo a través de Gudbrandsdal alrededor de 1021.

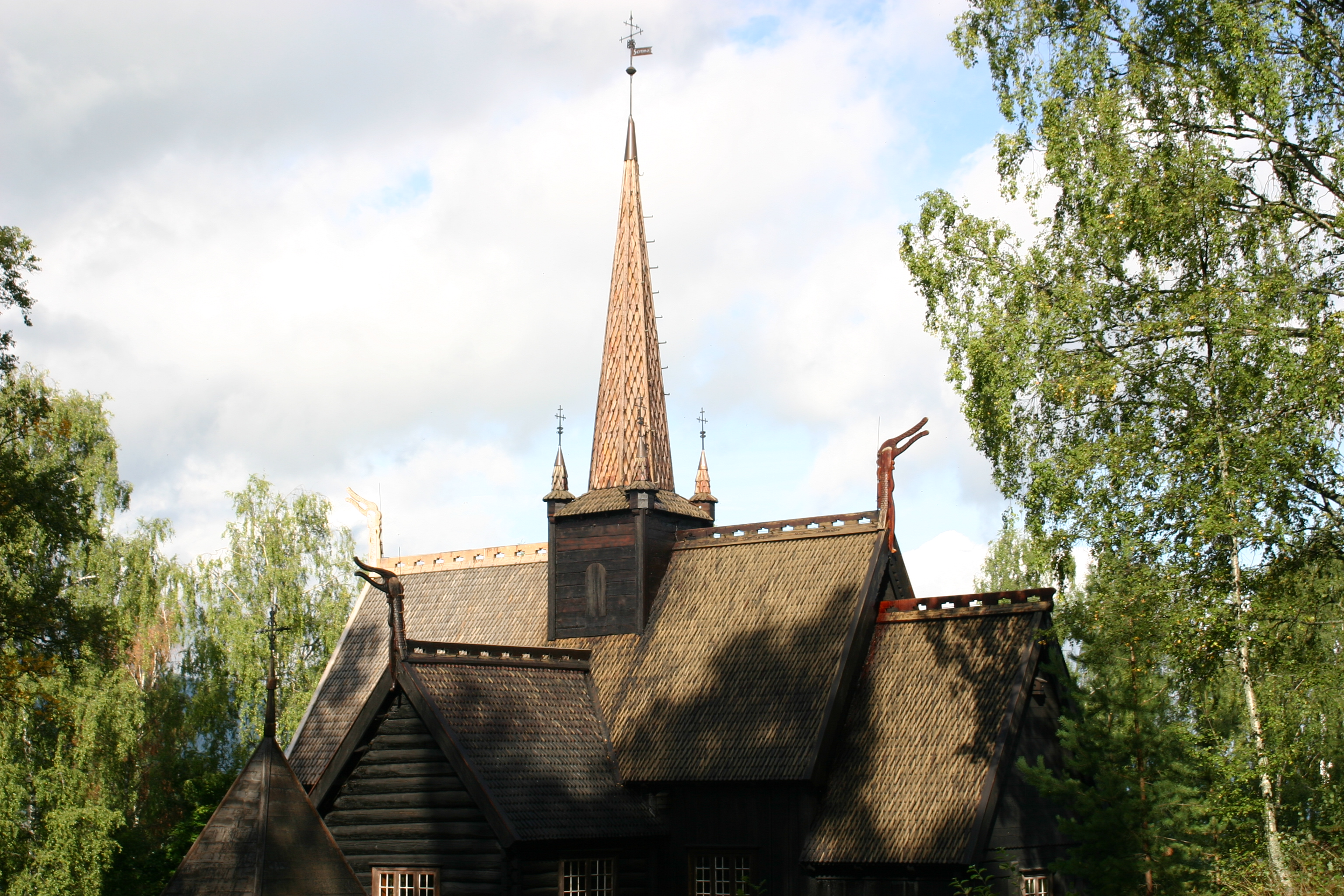
Vista desde el sur.

La iglesia actual fue en un principio una sencilla iglesia con nave rectangular y un coro de menor dimensión, y tal vez un corredor exterior. Después, tras la reforma protestante, fue expandida y en 1690 se agregó un campanario. En 1730 la iglesia fue nuevamente expandida y adoptó su conformación actual de planta de cruz griega, debido a la construcción de un transepto en técnica laftverk. La planta de cruz en una característica totalmente ajena a las stavkirke primitivas, pero en los templos del oriente de Noruega esa conformación se volvió una moda en el siglo XVIII, especialmente después de la conclusión de la Catedral del Salvador de Oslo en la década de 1690.
La iglesia de Garmo fue considerada demasiado pequeña para la parroquia en el siglo XIX. Fue desmontada en 1880 y su material fue vendido en una subasta. Fue una de las últimas stavkirke en ser derribadas, ya que los movimientos nacionalistas juzgaron a éstas como parte fundamental del patrimonio artístico e histórico de Noruega.
Trond Eklestuen, un habitante de Gudbrandsdal, compró la mayor parte de la madera de la stavkirke, mientras que la pila bautismal y las cabezas de dragones se las arrogó la Universidad de Cristianía. Algún tiempo después Eklestuen entabló contacto con el coleccionista Anders Sandvig, y ambos pudieron reunir gran parte del material restante de la iglesia. El 30 de julio de 1921 se levantó nuevamente la vieja iglesia de Garmo en un nuevo emplazamiento, el museo Maihaugen de Lillehammer, a donde fue donado. Todas las piezas nuevas fueron marcadas para distinguirlas del material original.

## Inventario
Entre el inventario medieval de la iglesia se encuentra la pila bautismal y una pintura. Varias pinturas más se encuentran actualmente en el museo de Glomdal de Elverum, y las cabezas de dragones originales en la Universidad de Oslo. El arco del coro está en la moderna iglesia de Garmo, mientras que el retablo, el púlpito y varias pinturas pertenecen a una colección privada propiedad privada en Lom.
La pila bautismal es de esteatita y es una pieza románica del siglo XII, elaborada en el norte de Gudbrandsdal. Conserva una tapa de madera, también medieval, que servía para resguardar el agua bendita y evitar su robo y su uso en hechicería.
El púlpito es original de la iglesia de Hustad, en Romsdal, y es una obra del artista Peder Knudsen Kjørsvik de ca. 1730. El retablo es una pieza de Sigvard Guttomsen de 1695.
Aunque es parte de la colección de un museo, la iglesia aún realiza servicios religiosos ocasionalmente, en especial durante el solsticio de verano.